# František Sivera
František Sivera (* 29. ledna 1967 Boskovice) je český politik, manažer a finanční poradce, od února 2017 člen a od ledna 2023 předseda Úřadu pro dohled nad hospodařením politických stran a politických hnutí, v letech 2006 až 2013 poslanec Poslanecké sněmovny PČR, v letech 2000 až 2004 zastupitel Jihomoravského kraje, v letech 2002 až 2006 starosta města Boskovice, člen ODS.

## Biografie
V roce 1986 vystudoval Národohospodářskou školu v Boskovicích, pak v roce 1990 absolvoval Agronomickou fakultu Vysoké školy zemědělské v Brně, kde ještě roku 1993 dokončil postgraduální pedagogické vzdělání. V roce 1997 získal makléřskou licenci pro obchodování s cennými papíry. V letech 1990–1993 pracoval ve školství na základní škole v Boskovicích, pak působil jako manažer v České spořitelně v Blansku a Brně. Je ženatý, má dva syny.
V komunálních volbách roku 1994 a komunálních volbách roku 1998 neúspěšně kandidoval do zastupitelstva města Boskovice za ODS. Zvolen sem byl v komunálních volbách roku 2002, komunálních volbách roku 2006 a komunálních volbách roku 2010. Profesně se uváděl k roku 1998 a 2002 jako manažer peněžního ústavu, v roce 2006 coby starosta a roku 2010 jako poslanec. V letech 2000–2006 byl starostou Boskovic.
V krajských volbách roku 2000 byl zvolen do Zastupitelstva Jihomoravského kraje za ODS. V krajském zastupitelstvu setrval do roku 2004.
Do Poslanecké sněmovny Parlamentu České republiky byl zvolen ve volbách roku 2006 (volební obvod Jihomoravský kraj). Působil jako člen hospodářského výboru. Poslanecký mandát obhájil ve volbách v roce 2010. Zastával funkci 1. místopředsedy hospodářského výboru. Při jednání hospodářského výboru sněmovny podal 4. dubna 2012 spolu s Milanem Urbanem návrh na výrazné omezení vlivu veřejnosti na průběh stavebního řízení. O návrhu řekl: „pomáhali mi s tím lidé, kteří připravují stavební projekty a je to pro ně nyní moc složité“.
V roce 2010 se uváděl jako předseda Místního sdružení ODS v Boskovicích, místopředseda Oblastního sdružení Blansko a člen Regionální rady ODS v Jihomoravském kraji. V komunálních volbách v roce 2014 vedl kandidátku ODS, ale neuspěl. Skončil tak jako zastupitel i radní města Boskovice.
Dne 31. ledna 2017 jej prezident Miloš Zeman jmenoval na návrh Senátu PČR členem Úřadu pro dohled nad hospodařením politických stran a politických hnutí. Jeho šestileté funkční období tak začalo 1. února 2017. V prosinci 2022 jej opět prezident Miloš Zeman jmenoval předsedou ÚDHPSH, a to s účinností od 1. ledna 2023. Ve funkci tak nahradil Vojtěcha Weise.